# الدوري الإنجليزي لكرة القدم 1947–48
الدوري الإنجليزي لكرة القدم 1947–48 (بالإنجليزية: 1947–48 Football League)‏ هو موسم من دوري كرة القدم الإنجليزي. فاز فيه نادي أرسنال.